# يوليوس سوفاتسكي
كان يوليوس سوفاتسكي (4 سبتمبر 1809-3 أبريل 1849) شاعرًا رومانسيًا بولنديًا. يعتبر سوفاتسكي أحد «الشعراء الثلاثة» في الأدب البولندي، وشخصية رئيسية في الفترة الرومانسية البولندية، ووالد الدراما البولندية الحديثة. تميزت أعماله غالبًا بعناصر من التقاليد الوثنية السلافية، والتاريخ البولندي، والروحانية والاستشراق. يتضمن أسلوبه استخدام الكلمات المستحدثة والسخرية. تمثل نوعه الأدبي الأساسي بالدراما، ولكنه كتب شعرًا غنائيًا أيضًا. تشمل أعماله الأكثر شهرة الأعمال الدرامية مثل كورديان وبالادينا، والقصائد مثل بنيوفسكي ووصيتي وأنهيلي.
قضى سوفاتسكي شبابه في «الأراضي المسروقة» (الأجزاء الغربية للإمبراطورية الروسية»، في كريمينيتس وفيلينوس، وعمل لفترة وجيزة في حكومة مملكة بولندا. كان سوفاتسكي ساعيًا للحكومة الثورية البولندية خلال انتفاضة نوفمبر لعام 1830. انتهت الانتفاضة بالهزيمة، فوجد نفسه في الخارج وعاش في المهجر مثل العديد من المواطنين. استقر لفترة وجيزة في باريس بفرنسا، وبعد ذلك في جنيف بسويسرا. سافر أيضًا عبر إيطاليا واليونان والشرق الأوسط. عاد في النهاية إلى باريس حيث أمضى العقد الأخير من حياته. عاد لفترة وجيزة إلى بولندا عندما اندلعت انتفاضة أخرى خلال ربيع الأمم (1848).

## عمل
كان سوفاتسكي كاتبًا غزير الإنتاج، إذ نُشِرت أعماله الكاملة في 17 مجلدًا. يتضمن إرثه الأدبي 25 مسرحية و253 عملًا شعريًا. كتب عدة أنواع أدبية، ومن ضمنها المسرحيات، والشعر الغنائي، والنقد الأدبي، والرسائل، والمجلات والمذكرات، ومقتطفات من روايتين، وكتيب سياسي، وذلك بالإضافة إلى كونه مترجمًا أيضًا. كانت رسائله إلى والدته من أرقى الرسائل في كل الأدب البولندي.
جرب سوفاتسكي كتابة العديد من الأعمال باللغة الفرنسية (مثل ملك لانداوا، وبياتريس سونسي)، وذلك على الرغم من أن غالبية أعماله كانت باللغة البولندية. نُشِرت العديد من أعماله فقط بعد وفاته، وغالبًا تحت عناوين تعسفية لم يسميها سوفاتسكي بنفسه أبدًا. ترك أيضًا ملاحظات حول أعمال لم يبدأها أو لم يكملها أبدًا. يعتبر سوفاتسكي أيضًا والد الدراما البولندية الحديثة.
يقسم المؤرخ الأدبي البولندي فودزيميرز ستورتس عمل سوفاتسكي إلى أربع فترات، وهي دائرة فولتير (الكلاسيكية الزائفة)، والأخلاق المسيحية، وأخلاقيات توفيانسكي والأخلاق الناشئة. يقدم علماء آخرون فترات زمنية مختلفة قليلًا، فقُسِمت أعماله مثلًا إلى فترة كلاسيكية، وفترة سويسرية، وفترة باريسية، وفترة النشأة. يدمج ياروسواف وافسكي فترة توفيانسكي مع فترات النشأة، متحدّثًا عن فترة «صوفية». تأثر عمل سوفاتسكي المبكر بشكل عام بجورج غوردون بايرون وشكسبير، وشمل أعمالًا كانت غالبًا تاريخية بطبيعتها، (كما في ماريا ستيوارت أو ميندو)، أو مناطق شرقية غريبة (كما في العرب). اتخذ عمله نبرة وطنية متزايدة بعد انتفاضة نوفمبر الفاشلة في عامي 1830-1831. تُعد أعماله الأخيرة ثقيلة من ناحية الدلالات الصوفية والفلسفية. طور في أربعينات القرن التاسع عشر فلسفته الخاصة، أو نظامه الصوفي، وذلك بأعمال، مثل الملك الشبح ونشأة من الروح، كونها تعرض أفكاره الفلسفية (فلسفة النشأة) التي بموجبها يكون العالم المادي تعبيرًا عن روح دائمة التحسن قادرة على التطور (التناسخ) إلى أشكال جديدة باستمرار. يلاحظ وافسكي بأنه يمكن لأعماله الفلسفية أن تتجاوز الحدود الواضحة للأنواع الأدبية البسيطة.
تحتوي أعمال سوفاتسكي، الواقعة في فترة الرومانسية في بولندا، على مفردات غنية ومبتكرة، بما في ذلك العديد من الكلمات المستحدثة. تستخدم أعماله الخيال، والروحانية، والرمزية وموضوعات مميزة تتعلق بتاريخ بولندا، وجوهر البولندية، والعلاقة مع عالم أكبر. يلاحظ وافسكي، الذي يعدد الخصائص الرئيسية لكتابات سوفاتسكي، أولًا أنه كان «مؤيدًا للخلقية»، أي بمعنى خلق معانٍ وكلمات جديدة (فحملت العديد من شخصياته أسماءً اخترعها بنفسه، مثل كورديان). يشير ثانيًا إلى أن سوفاتسكي لم يستمد إلهامه من أعمال الآخرين فقط، مثل الشعراء والكتاب إلى العلماء والفلاسفة، ولكن غالبًا ما كانت نصوصه مصدر خلاف بارع ومثير للسخرية وبغيض مع المبدعين الآخرين. تأثر سوفاتسكي مثلا بكتاب ماريا لأنتوني مالتسيفسكي كثيرًا لدرجة أنه كتب تكملة له بعنوان يان بيليتسكي، وبالمثل، يُنظر إلى عمله بعنوان كورديان على أنه مبني على مسرحية هاملت لوليام شكسبير، وكرد فعل سوفاتسكي على قصيدة الأجداد لميتسكيفيتش. يسمي وافسكي هذا بأنه «الخيال الشبيه باللبلاب»، ويقارن نهج سوفاتسكي بنهج اللبلاب، الذي ينمو حول أعمال الآخرين ويعيد تشكيلها إلى أشكال جديدة في لعبة أدبية متطورة. ثالثًا، كان سوفاتسكي سيد السخرية، فلم يستخدمها على الآخرين فقط، بل على نفسه، وحتى على السخرية نفسها، «سخرية السخرية».